# Francouzská Západní Afrika
Francouzská Západní Afrika (francouzsky Afrique-Occidentale française) byla federace osmi francouzských koloniálních teritorií v západní Africe: Mauretánie, Senegalu, Nigeru, Francouzského Súdánu, Pobřeží slonoviny, Horní Volty a Dahome.

## Historie

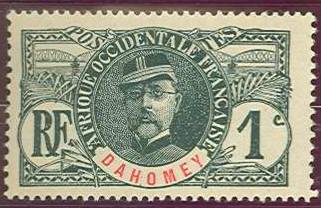
Poštovní známka z Dahomey zobrazující Louise Léona Césara Faidherba

Federace byla původně založena roku 1895 jako unie Francouzského Súdánu, Pobřeží slonoviny, Senegalu a Francouzské Guiney. Roku 1904 byly položeny základy federace společně se založením úřadu společného generálního guvernéra nejprve v Saint-Louis a později od roku 1902 v Dakaru. Federace se následně rozrostla o sousední francouzská teritoria Dahomey bylo připojeno roku 1904 poté, co bylo roku 1892 anektováno Francií, Mauretánie pak roku 1920 (obsazena Francií roku 1892), a když se Horní Volta na základě koloniálního dekretu oddělila od Francouzského Súdánu roku 1921, automaticky byla připojena k Francouzské západní Africe. Mezitím v letech 1934 a 1937 Mandátní území pod dohledem Společnosti národů Francouzské Togo, které bylo po první světové válce odebráno Německu, připojeno k Dahomey, ale v rámci federace si ponechalo vlastní samosprávu. Mauretánie a Niger byly klasifikovány jako Vojenská teritoria, kde federální úředníci vládli spolu s úředníky Francouzských koloniálních sil.
Během historie Francouzské západní Afriky se jednotlivé kolonie a vojenská teritoria mnohokrát reorganizovala, stejně jako generální gubernát v Dakaru. Dakarský generální guvernér zodpovídal přímo Ministerstvu pro kolonie v Paříži, zatímco jednotlivé kolonie v rámci federace se zodpovídaly pouze Dakaru.
Federace přestala existovat v září roku 1958, kdy bylo v referendu o budoucnosti Francouzského společenství. Země si zvolily, že se stanou autonomními republikami v rámci společenství, s výjimkou Guiney, která si odhlasovala celkovou nezávislost. Pobřeží slonoviny, Niger, Horní Volta a Dahomey následně vytvořili Sahelsko-beninskou unii, která však neměla dlouhého trvání a později vytvořili Conseil de l'Entente.

### Generální guvernéři
- Jean Baptiste Chaudier : 1895-1900
- Noel Ballay : 1900-1902
- Ernest Roume : 1902-1907
- William Merlaud-Ponty : 1908-1915
- François Joseph Clozel : 1916
- Joost van Vollenhoven : 1917-1918
- Martial Merlin : 1918-1923
- Jules Carde : 1923-1930
- Jules Brévie : 1930-1936
- Marcel de Coppet : 1936-1938
- Léon Cayla : 1939-1940
- Pierre Boisson : 1940-1943
- Pierre Cournarie : 1943-1946
- René Barthès : 1946-1948
- Paul Béchard : 1948-1951
- Bernard Cornut-Gentille : 1952-1956
- Gaston Custin : 1956-1957

### Vysocí komisaři
- Gaston Custin : 1957-1958
- Pierre Messmer : 1958[4]